# الخلاصة اللاهوتية
 الخلاصة اللاهوتية (باللاتينيّة: Summa Theologica) هو العمل والمؤلف الأكثر شهرة لتوما الأكويني وعلى الرغم من عدم الانتهاء من العمل، الاّ أن الكتاب هو «واحد من كلاسيكيات تاريخ الفلسفة وواحد من الأعمال الأكثر تأثيرًا في الأدب الغربي».
يُدرس الكتاب كدليل تعليمي للطلاب اللاهوت، بما في ذلك الإكليريكيين والعلمانيين. ويدرج الكتاب كجزء من التعاليم اللاهوتية الرئيسية للكنيسة الكاثوليكية. ويعرض الكتاب المنطق لجميع النقاط من اللاهوت المسيحي في الغرب. مواضيع الكتاب: وجود الله. خلق الإنسان، يسوع؛ الأسرار، والعودة إلى الله.
والخلاصة هي عمل الأكويني «المثالي، وثمرة ناضجة من السنوات التي قضاها». وبين غير العلماء، كتاب الخلاصة اللاهوتية هي ربما العمل الأكثر شهرة لحججها الخمسة لوجود الله، والتي تعرف باسم «الخمس الطرق» أو «البراهين الخمسة».
في جميع أنحاء الكتاب يستشهد الأكويني يستشهد بمراجع مسيحية، إسلامية، عبرية، ووثنية من بين هذه المراجع على سبيل المثال لا الحصر الكتاب المقدس، وأرسطو، وأوغسطينوس، وابن سينا، وابن رشد، وأبو حامد الغزالي، وبوثيوس، ويوحنا الدمشقي، وبولس، وديونيسيوس الأريوباغي، وموسى بن ميمون، وأنسلم كانتربري، وأفلاطون، وشيشرون ويوهانز سكوتوس اريجينا.